# (1882) Rauma
(1882) Rauma ist ein Asteroid des Hauptgürtels, der am 15. Oktober 1941 von der finnischen Astronomin Liisi Oterma in Turku entdeckt wurde.
Der Asteroid ist nach der westfinnischen Stadt Rauma benannt.